# Sweet Jane
Sweet Jane è un brano musicale del gruppo rock statunitense The Velvet Underground. La canzone venne scritta da Lou Reed ed apparve per la prima volta nell'album Loaded del 1970.
Nel 2004, la rivista Rolling Stone classificò la canzone alla posizione numero 335 nella lista delle 500 Greatest Songs of All Time da loro redatta.
Nel marzo 2005, la rivista Q ha inserito  Sweet Jane al 18º posto nella lista dei migliori pezzi musicali di chitarra.
Il 30 ottobre 2009, in occasione del 25º anniversario della Rock and Roll Hall of Fame, Sweet Jane è stata suonata con un nuovo arrangiamento da Lou Reed accompagnato dai Metallica.

## Il brano
La canzone venne originalmente scritta dal frontman dei Velvet Lou Reed nel 1969, il quale continuò ad inserire la canzone nelle sue performance dal vivo anche in seguito, quando divenne solista. La canzone è una delle favorite dei fan di Lou Reed e frequentemente viene suonata dalle radio come un classico del rock, soprattutto in virtù del celebre riff di chitarra in essa contenuto, divenuto negli anni uno dei più noti del rock.
 Quando Loaded venne distribuito nel 1970, la Warner Brothers rimosse un intero verso probabilmente per accorciarla perché fosse maggiormente fruibile per la messa in onda sulle radio, cosa che contrariò fortemente Reed. Apparve anche negli album Live at Max's Kansas City, 1969: Velvet Underground Live with Lou Reed, Peel Slowly and See, e Rock N Roll Animal, Animal Serenade, Street Hassle, Live in Italy, NYC Man.

### Versioni differenti
Esistono due distinte versioni di Sweet Jane con variazioni minori, sparse nelle prime quattro uscite ufficiali della traccia. La prima pubblicazione della canzone si ebbe nel novembre 1970, ed è una versione incisa ad inizio anno e successivamente inclusa su Loaded. Nel maggio del 1972, una versione live (registrata nell'agosto 1970) apparve sull'album Live at Max's Kansas City; essa comprendeva anche un bridge aggiuntivo mancante dalla versione inclusa in Loaded. Nel febbraio del 1974, una versione live registrata nel dicembre 1973 (simile alla versione di Loaded',' ma con un'introduzione estesa e sonorità hard rock), apparve sull'album solista di Reed Rock N Roll Animal. Nel settembre del 1974 un'ulteriore versione down-tempo dal vivo catturata su nastro alla fine del 1969 fu inserita nel disco 1969: The Velvet Underground Live, con struttura e testo differenti. Quando nel 1995 venne ristampato l'album Loaded nella sua versione originaria all'interno del box set Peel Slowly and See (e nel 1997 come Loaded: Fully Loaded Edition), si scoprì che alcune delle liriche del 1969 avrebbero dovuto uscire già nel '70 su Loaded, e che furono "tagliate" dalla versione finale dell'album.
L'elaborata introduzione chitarristica alla canzone presente in Rock N Roll Animal venne suonata a due chitarre da Dick Wagner e Steve Hunter, due chitarristi di Detroit che avrebbero successivamente suonato nella band di Alice Cooper.

## Cover
- Nel 1972, la band glam rock Mott the Hoople ne realizzò una cover, prodotta da Bowie e messa come la canzone d'apertura dell'album All the Young Dudes. Venne anche venduta come singolo in Canada, Paesi Bassi, Portogallo, Spagna e Stati Uniti, sebbene non nel Regno Unito, la loro patria.
- Nel 1973 i Brownsville Station sull'album Yeah!
- Nel 1977 gli Eater sul disco The Album.
- Nel 1980 Stephan Eicher nell'album Noise Boys.
- Nel 1983 gli Hellzephyrs Poporkester (Kalabalik).
- Nel 1983 Artista: The Jim Carroll Band, Album: I Write Your Name. Jim Carroll è anche un noto scrittore.
- Nel 1985 i The Afflicted (Good News About Mental Health).
- Nel 1985 i The Jazz Butcher sull'album  The Gift of Music .
- Nel 1987 Annabel Lamb nell'album Brides.
- Nel 1988, il gruppo canadese dei Cowboy Junkies ne fece una nuova versione inserito nell'album The Trinity Session, in seguito distribuito come un singolo su CD, e usato nella colonna sonora composta da  Trent Reznor di Natural Born Killers. La versione dei Cowboy Junkies è basata su una versione più antica e più lenta contenuta nell'album 1969: Velvet Underground Live with Lou Reed.
- Nel 1989 le Two Nice Girls registrarono una cover del brano in medley con Love and Affection di Joan Armatrading.
- Nel 1996 la band colombiana 1280 Almas in spagnolo con il titolo Dulce Juana sul loro terzo album La 22.
- Nel 1997 i The Sugarcubes nell'album Cover Me.
- Nel 1998 i Phish sull'album Live Phish Volume 16.
- Nel 2001 Chitose Hajime sul suo omonimo mini-album.
- Nel 2005 i Gang of Four inserirono una cover dal vivo di Sweet Jane nella ristampa del loro album di debutto Entertainment!
- Nel 2004 Enrico Ruggeri ha inserito una sua versione del pezzo nell'album Punk prima di te.
- Nel 2014 Patrick McAllister insieme a Rachel Auger e Ruth Israel, Conifer, Colorado.[1]
- Nel 2014 la band inglese The Kooks eseguì la canzone in medley con Beast of Burden dei Rolling Stones.
- Nel 2014 Phil Lesh & Friends suonarono Sweet Jane al Rumsey Playfield a Central Park il 28 maggio.[2]
- Nel 2015 Ian Hunter pubblica una nuova versione del brano nel suo album Live In The UK[3]
- Nel 2020 Miley Cyrus eseguì una cover agli MTV Unplugged Presents Miley Cyrus Backyard Sessions[4]

## Riferimenti in altri media
Il 18 gennaio 2007, CSI: Crime Scene Investigation ha messo in onda un episodio intitolato "Sweet Jane", nel quale ha utilizzato la canzone per iniziare l'episodio e la reinterpretazione dei Cowboy Junkies per chiuderla.